# 魏学刚
魏学刚（1945年—），官方场合化名吴兴文（緬甸語： U Sein Win），佤邦联合党中央政治局常委、佤邦联合军171军区司令、联邦政治谈判协商委员会副秘书长。原中国国民党党员、泰缅孤军成员。因涉嫌武装走私海洛因，2002年遭到美国国务院以200万美元悬赏通缉。

## 人物经历
1975年，魏学刚加入张苏泉组建的“蒙泰军”，1995年被坤沙排挤出组织后，开始与佤邦的鲍有祥合作。
1998年，通过毒资，以及与军政府钦纽将军达成的保护协议下，魏学刚成立了宏邦集团，在很多领域都有投资。
2018年12月11日，由魏学刚率领的联邦政治谈判协商委员会代表团一行与中国外交部亚洲事务部特使孙国祥在昆明进行了会谈。

## 家庭
魏学刚之父曾获得美国中央情报局支持，在“金三角”地区通过贩卖鸦片资助云南反共救国军。
2003年，其侄子育他猜被泰国北部清莱府边防警察击毙。
2020年11月12日，其兄长，佤邦联合党原中央委员会委员、171军区司令员魏学龙逝世，享壽85岁。